# مارک دبلیو. کلارک
مارک وین کلارک (انگلیسی: Mark Wayne Clark؛ زاده ۱ مهٔ ۱۸۹۶ درگذشته ۱۷ آوریل ۱۹۸۴) یک ژنرال آمریکایی بود، که در جنگ جهانی اول، جنگ جهانی دوم و جنگ کره حضور داشت. او جوان‌ترین ژنرال چهار ستاره ارتش ایالات متحده در طول جنگ جهانی دوم بود.
در طول جنگ جهانی اول، او فرمانده گروهان بود و در سال ۱۹۱۸ به عنوان یک کاپیتان ۲۲ ساله در فرانسه خدمت کرد، جایی که بر اثر اصابت ترکش به شدت زخمی شد. پس از جنگ، ژنرال جرج مارشال، رئیس آینده ستاد ارتش ایالات متحده، متوجه توانایی‌های کلارک شد. در طول جنگ جهانی دوم، او فرماندهی ارتش پنجم ایالات متحده و بعداً گروه پانزدهم ارتش را در لشکرکشی ایتالیا برعهده داشت. او به خاطر رهبری ارتش پنجم هنگام تصرف رم در ژوئن ۱۹۴۴، تقریباً همزمان با پیاده شدن در نرماندی، شناخته می‌شود. او همچنین رئیس برنامه‌ریزی عملیات مشعل، بزرگ‌ترین تهاجم دریایی در آن زمان، بود.
در ۱۰ مارس ۱۹۴۵، در سن ۴۸ سالگی، کلارک یکی از جوان‌ترین افسران آمریکایی شد که به درجه ژنرال چهار ستاره ارتقا یافت. دوایت آیزنهاور، دوست نزدیکش، کلارک را یک افسر ستاد درخشان و مربی افراد می‌دانست.
در طول ۳۶ سال خدمت نظامی، به کلارک مدال‌های زیادی اعطا شد که نشان صلیب خدمات ممتاز، دومین نشان عالی ارتش ایالات متحده، برجسته‌ترین آنها بود.
میراث «گروه ویژه کلارک»، که او از سال ۱۹۵۳ تا ۱۹۵۵ رهبری آن را برای بررسی و ارائه توصیه در مورد تمام فعالیت‌های اطلاعاتی فدرال بر عهده داشت، اصطلاح «جامعه اطلاعاتی» است.